# Emma Nwofor
Emma Nwofor (* 22. August 1996) ist eine britische Leichtathletin, die im Hürdenlauf und im Siebenkampf an den Start geht.

## Sportliche Laufbahn
Erste internationale Erfahrungen sammelte Emma Nwofor im Jahr 2019, als sie bei der Sommer-Universiade in Neapel mit 5388 Punkten den neunten Platz im Siebenkampf belegte. 2021 startete sie über 60 m Hürden bei den Halleneuropameisterschaften in Toruń und schied dort mit 8,24 s in der ersten Runde aus.
2018 wurde Nwofor britische Meisterin im Siebenkampf.

## Persönliche Bestleistungen
- 11 m Hürden: 13,44 s (+0,9 m/s), 17. Juni 2018 in Bedford
  - 60 m Hürden (Halle): 8,07 s, 29. Februar 2020 in Geneva
- Siebenkampf: 5559 Punkte, 27. Mai 2018 in Bedford
  - Fünfkampf (Halle): 4073 Punkte, 28. Januar 2018 in Madrid